# Strakapoud bělohřbetý
Strakapoud bělohřbetý (Dendrocopos leucotos) je velký druh strakapouda z řádu šplhavců.

## Taxonomie
Strakapoud bělohřbetý byl popsán německým přírodovědcem Johannem Matthäusem Bechsteinem v roce 1802 pod latinským názvem Picus leucotos. Druhové jméno kombinuje starořecké leucos znamenající „bělo“ a -nōtos znamenající „hřbetý“. Typová lokalita je Sylesie, historický region nacházející se v Polsku. Druh je nyní zařazen do rodu Dendrocopos, který byl navržen německým přírodovědcem Carlem Ludwigem Kochem v roce 1816.
Rozeznává se celkem 12 poddruhů:
- D. l. leucotos
- D. l. uralensis
- D. l. lilfordi
- D. l. tangi
- D. l. subcirris
- D. l. stejnegeri
- D. l. namiyei
- D. l. takahashii
- D. l. quelpartensis
- D. l. owstoni
- D. l. fohkiensis
- D. l. insularis

## Znaky
Podobá se strakapoudu velkému, od kterého se ve všech šatech liší bílým hřbetem (černobíle proužkovaný u jižní ssp. lilfordii). Dalšími rozdíly jsou světle červené podocasní krovky, čárkované boky na béžovém podkladu, černý proužek po stranách hlavy nesahá k temeni; chybí mu rovněž bílé ramenní krovky. Samec má červené temeno.

## Výskyt
Hnízdí ve smíšených lesích s dostatkem odumírajících stromů.
V České republice hnízdí pravidelně u východních hranic od Bílých Karpat na sever po Beskydy, izolovaně pak v Chřibech. K dalším oblastem pravidelného hnízdění patří Šumava (pouze 15–20 párů) s Novohradskými horami. Na základě požerku se předpokládá hnízdění také v Národním parku Podyjí. V letech 2001–2003 byla početnost odhadována na 150–250 párů.

## Ekologie
V době hnízdění tesá do ztrouchnivělého kmene stromu hnízdní dutinu se šířkou 7 cm a s hloubkou 30 cm. Klade 3–5 bílých vajec, na kterých sedí 10–11 dní. Živí se hlavně dřevokaznými druhy brouků a jejich larvami, dále jinými druhy hmyzu, ořechy, semeny a bobulemi.

## Galerie

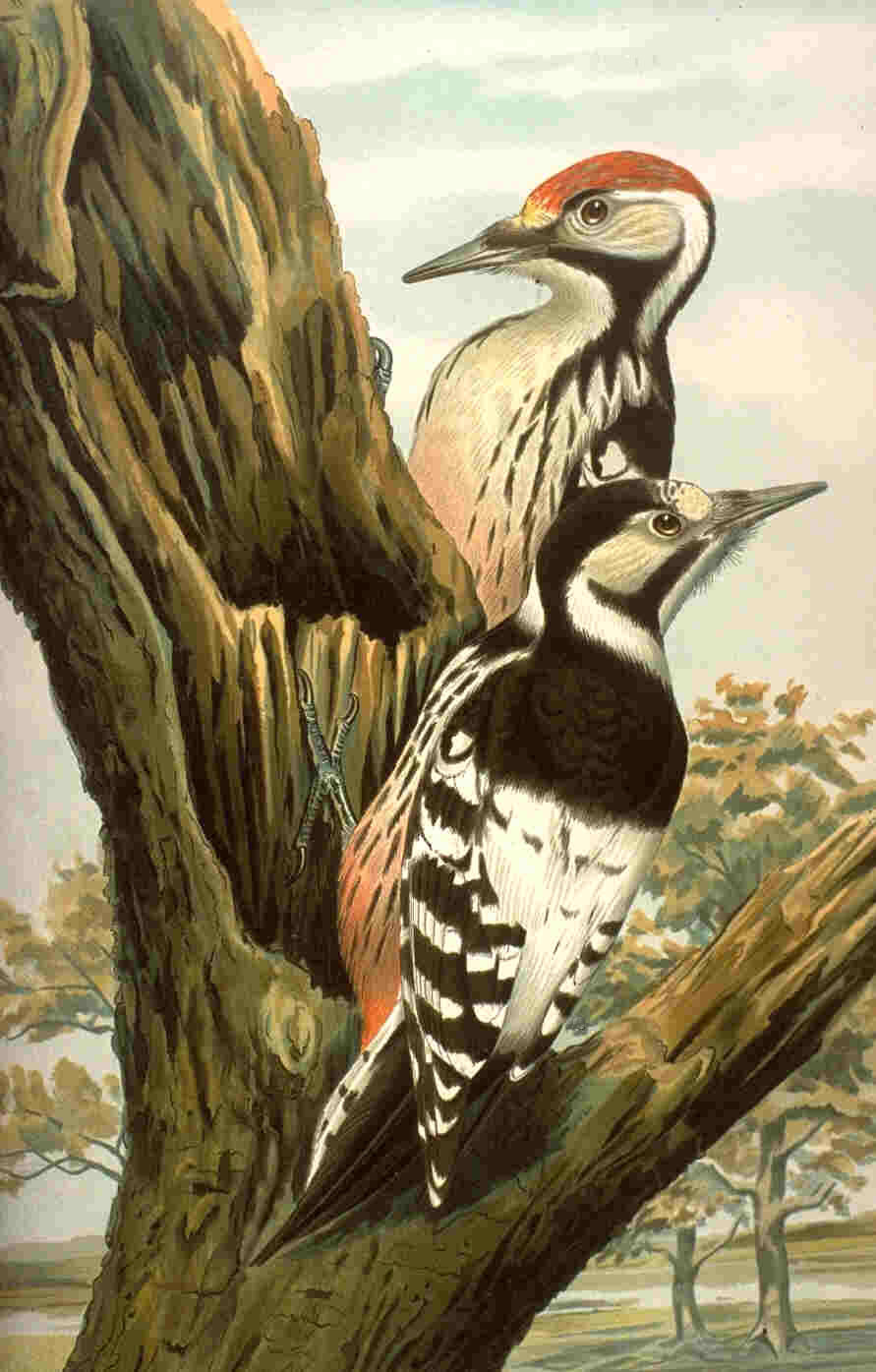
kresba strakapouda bělohřbetého, vpředu samice, vzadu samec
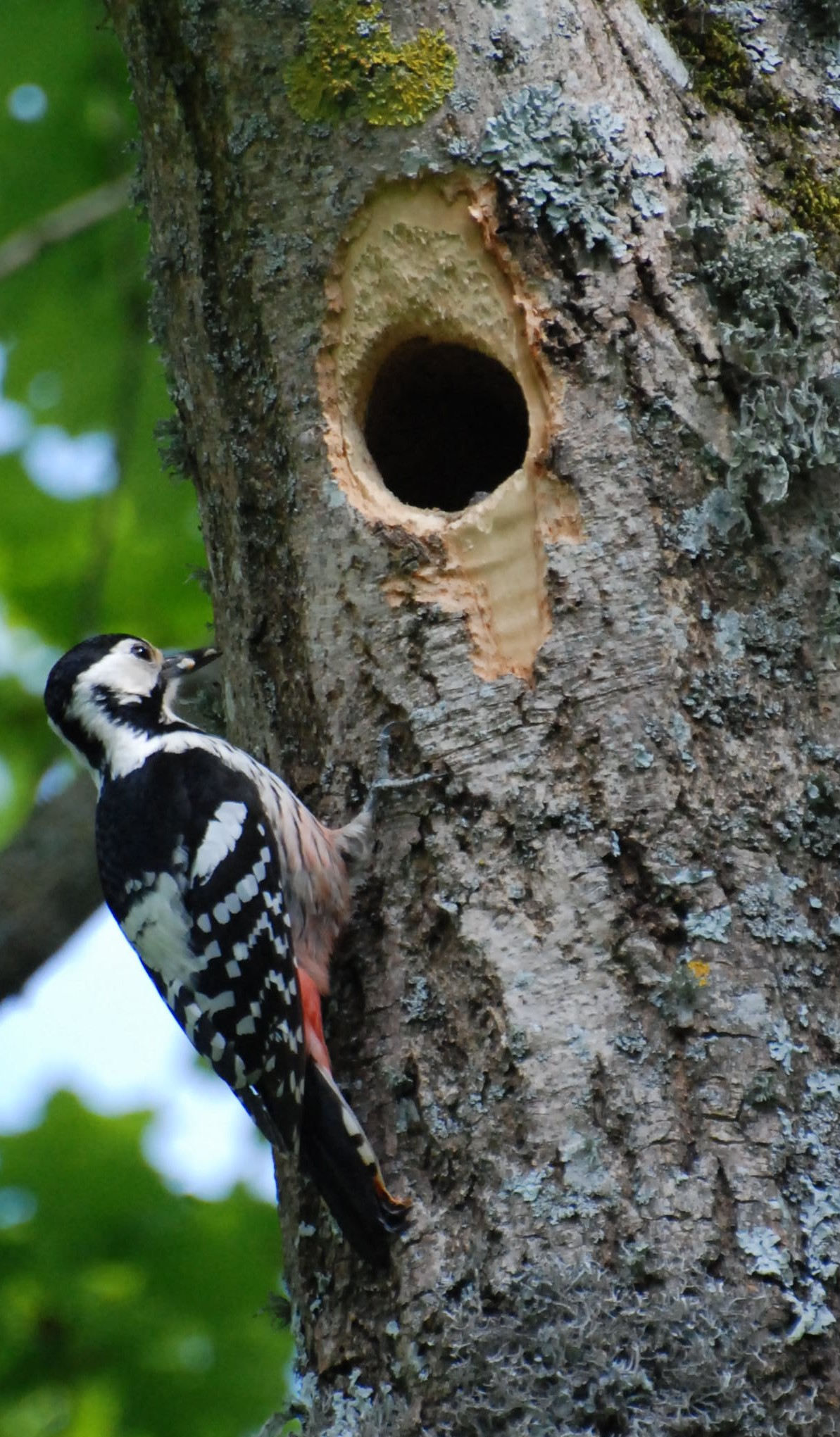
Samice
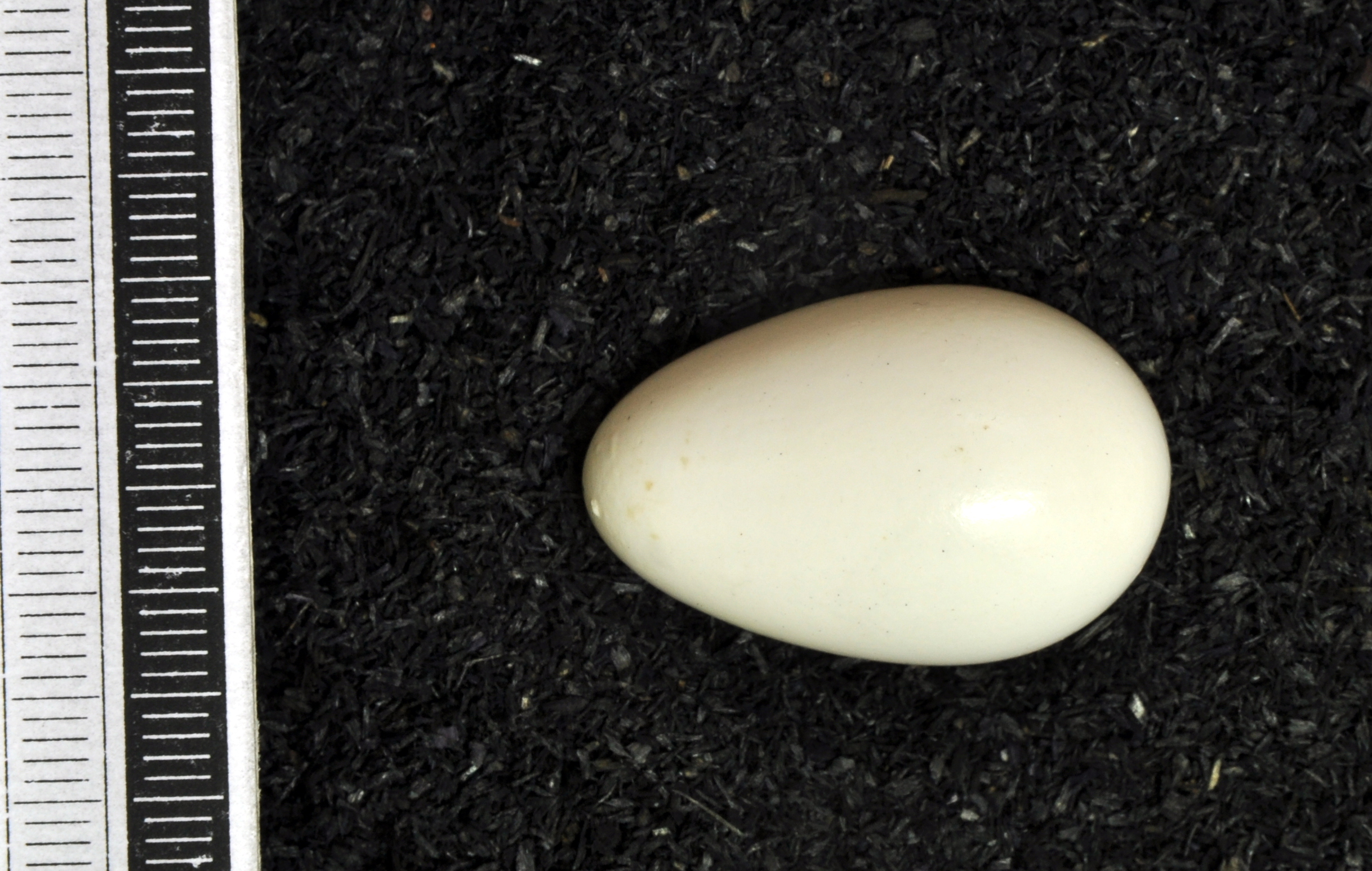
vejce strakapouda bělohřbetého